# ريكس هيوز
ريكس هيوز (بالإنجليزية: Rex Hughes)‏ هو مدرب كرة سلة أمريكي، ولد في 24 سبتمبر 1938 في هيرموسا بيتش في الولايات المتحدة، وتوفي في 9 مايو 2016 في نيبومو في الولايات المتحدة.

## روابط خارجية
- ريكس هيوز على موقع كلية كرة السلة في سبورتس رفرنس.كوم (الإنجليزية)
- ريكس هيوز على موقع سبورتس رفرنس (الإنجليزية)
- ريكس هيوز على موقع كلية كرة السلة في سبورتس رفرنس.كوم (الإنجليزية)